# دی‌فنیل‌کلرآرسین
دی‌فنیل‌کلرآرسین (به انگلیسی: Diphenylchlorarsine) با فرمول شیمیایی C۱۲H۱۰AsCl یک ترکیب شیمیایی با شناسه پاب‌کم ۱۲۸۳۶ است. 

## روش تهیه
اولین بار در سال 1878 توسط شیمیدانان آلمانی آگوست میکالیس (1847-1916) و ویلهلم لا کوست (1854-1885) تولید شد. از احیای دی فنیلارسینیک اسید با دی اکسید گوگرد تهیه می شود. یک معادله ایده آل نشان داده شده است.
فرآیندی که توسط Edgewood Arsenal برای تولید DA برای اهداف جنگ شیمیایی اتخاذ شد، از واکنش بین کلروبنزن و تری کلرید آرسنیک در حضور سدیم استفاده کرد. این سازه از مرکز هرمی شکل تشکیل شده است. فاصله As-Cl 2.26 A و زاویه Cl-As-C و C-As-C به ترتیب 96 و 105 درجه است.